# Helmut Lang

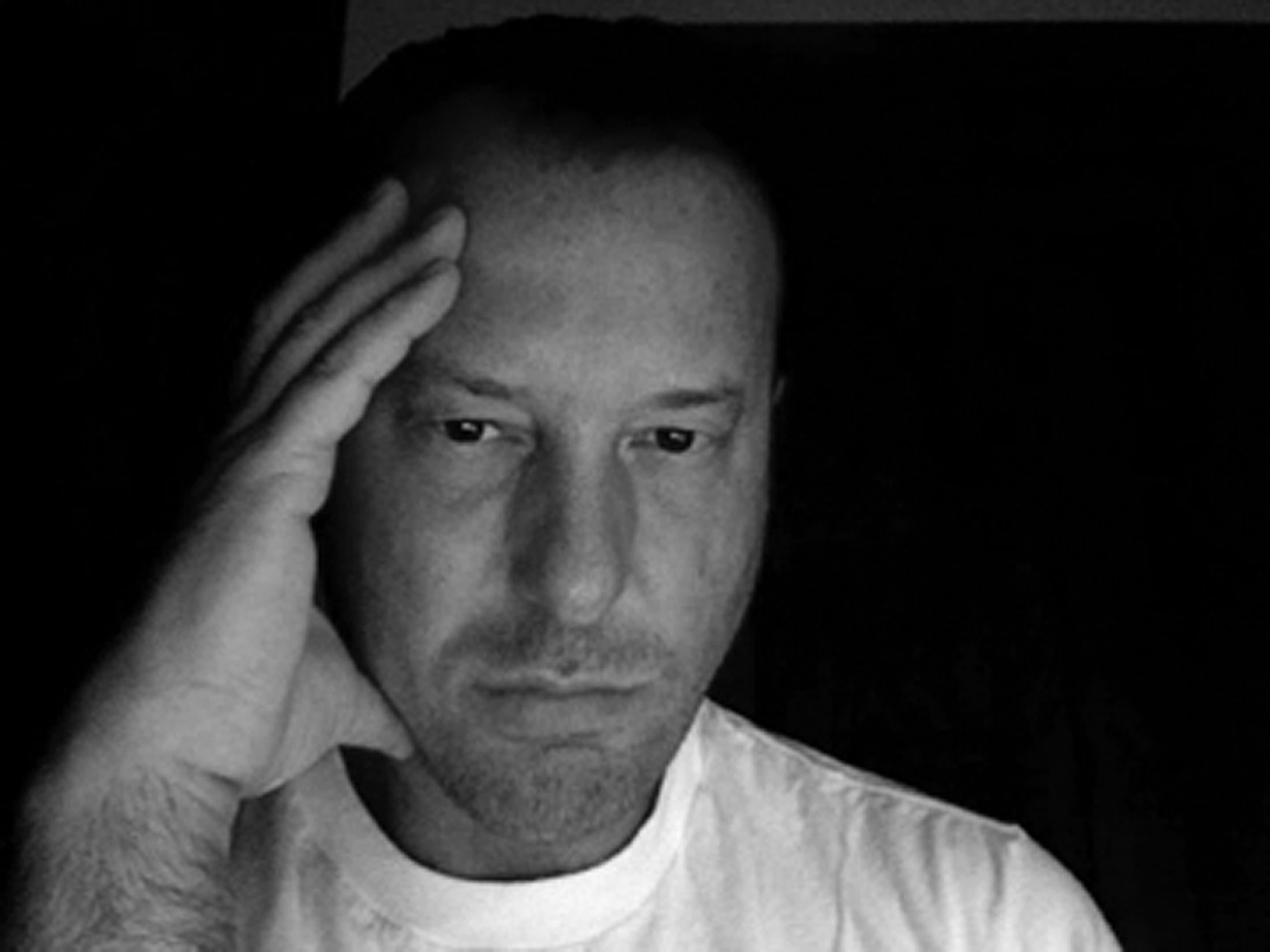
Selbstporträt 2007

Helmut Lang (* 10. März 1956 in Wien als Peter Scepka) ist ein österreichischer Künstler und ehemaliger Modedesigner, der in den 1990er-Jahren mit minimalistisch-avantgardistischer Damen- und Herrenmode im oberen Preissegment weltweite Bekanntheit erlangte und zu den wichtigsten internationalen Modeschöpfern dieser Zeit zählt. Lang trägt das Österreichische Ehrenzeichen für Wissenschaft und Kunst.

## Werdegang und Unternehmensgeschichte
Der im 22. Wiener Gemeindebezirk gebürtige Peter Scepka wuchs in der Steiermark bei seinen Großeltern auf, die eine Schuhmacherei in Ramsau am Dachstein betrieben. Ab 1966 lebte er bei seinem Vater und dessen zweiter Ehefrau in Wien, wo er die Hauptschule besuchte und 1976 an der Handelsakademie seinen Abschluss als Kaufmann für höhere Aufgaben machte. Nach einer Zeit als Kellner und Barkeeper eröffnete er 1979 mit 23 Jahren als Autodidakt eine Mode-Boutique namens Bou Bou Lang in Wien, in der er selbst entworfene Kleidung verkaufte. Die Idee hierzu hatte er gehabt, nachdem er schlichte Kleidung für sich selbst hatte maßschneidern lassen, auf die ihn sein Umfeld ansprach.
1984 präsentierte er seine erste Damen-Kollektion. Wegen des großen Erfolges im Rahmen einer Wien-Ausstellung 1986 im Centre Pompidou in Paris nannte er sich schließlich Helmut Lang nach seinem dritten Vornamen sowie dem „Familiennamen der Großeltern mütterlicherseits“ und gründete das nach ihm benannte Mode-Unternehmen. Seine erste Laufsteg-Modenschau für Damenmode fand 1986 in Paris statt. Seine schlichte, tragbare Mode stand im krassen Gegensatz zu den extravaganten Entwürfen der damaligen Pariser Modegrößen wie Thierry Mugler, Claude Montana oder Jean-Paul Gaultier. 1987 kam eine Herren-Kollektion hinzu. 1988 kehrte Lang nach Wien zurück.
Anfang der 1990er-Jahre gelang ihm mit seinen minimalistischen Kreationen aus Kombinationen von Materialien wie Nylon und Gummi der internationale Durchbruch. Allerdings widerstand er lange, seine Geburtsstadt Wien zu verlassen, wo er zuletzt in der Esslinggasse 5 im ersten Bezirk lebte. Von 1993 bis 1996 unterrichtete Lang als Professor der Modeklasse an der Universität für angewandte Kunst Wien. 1994 begann eine Zusammenarbeit mit dem Fotografen Juergen Teller, der von Models in Langs Backstage-Bereich Fotos schoss, die Lang wiederum als Kampagnenbilder für seine Mode verwertete. Bis Ende der 1990er-Jahre zeigte Lang seine Kreationen während der Modewochen in Paris.
Lang übersiedelte Anfang 1998 nach New York. Seitdem präsentierte Lang seine Kollektionen bei den Modewochen in New York. Seine erste Modenschau nach dem Umzug, für Herbst/Winter 1998/99, ließ er in einem weißen Studio filmen, streamte sie auf seiner Webseite und verteilte sie auf CD-ROM an die Journalisten. Mitte Juli 1998 entschied Helmut Lang, seine Kollektionen in New York zeitlich getrennt vor den Schauen in Mailand, London und Paris zu präsentieren, nämlich im September und nicht erst Anfang November. Calvin Klein, Donna Karan und andere folgten Langs Beispiel, und so wurde die New York Fashion Week, welche bis dahin zeitlich immer nach den europäischen Schauen stattgefunden hatte, ab Herbst 1999 dauerhaft sechs Wochen vorverlegt. Werbeanzeigen für Helmut Lang wurden in dieser Zeit, ungewöhnlicherweise, in Zeitschriften wie National Geographic und Artforum International geschaltet sowie auf den Autodächern von New Yorker Yellow Cabs platziert.
Im April 2000 wurde er als erster nicht-amerikanischer Modeschaffender in den Council of Fashion Designers of America (CFDA) aufgenommen, von welchem er 1996 den International Award erhalten hatte und 2000 als bester Herrenmode-Designer, deren Verleihung er jedoch fernblieb, ausgezeichnet worden war.

### Helmut Langs Stil
Helmut Lang habe das Lebensgefühl der 90er, wie etwa Armani das der 80er und Saint Laurent das der 70er definiert. Charakteristisch für Langs hochpreisige, puristische Mode waren zeitlose Entwürfe, eng geschnittene, schwarze Anzüge, der vorherrschende Einsatz der Farben Schwarz, Beige und Weiß, die unkonventionelle Gegenüberstellung von hochwertigen Stoffen mit High-Tech-Materialien oder auch Latex und PVC sowie Applikationen aus Canvas-Stoffbändern. Auf den ersten Blick würden seine Entwürfe „ganz unspektakulär“ wirken, die Eleganz seiner Mode „immer leicht gebrochen“, Mode von „irritierend einfachen Linien“
Für seinen dekonstruktivistischen Stil und seine intellektuellen Entwürfe wurde Lang mit den japanischen Avantgardisten, der Designerin Rei Kawakubo und dem Designer Yohji Yamamoto verglichen. Lang war für Kreative und Intellektuelle der „Vater der Coolness“ und sicherte sich bei seinen Anhängern einen gewissen Kult-Status.
Die Marke Helmut Lang bestand aus einer Damen- und einer Herrenlinie, welche bei Modenschauen in einer Show zusammen präsentiert wurden. Von 1996 bis 2000 gab es die Helmut Lang Jeans Zweitlinie sowie Unterwäsche von Helmut Lang.
Von 1986 bis 1997 ließ Lang von der Wiener Manufaktur Ludwig Reiter Schuhe für seine Kollektionen produzieren. Ausgangspunkt war ein schlichter, rahmengenähter Halbschuh seines Großvaters, der in den 1950er-Jahren von Ludwig Reiter erzeugt wurde und den Helmut Lang als fixen Kollektionsbestandteil in Serie produzieren ließ. Später kamen weitere Modelle hinzu, die zumeist auf Klassikern von Ludwig Reiter basierten.

### Parfüm
Zwischen 2000 und 2002 wurden in Zusammenarbeit mit Procter & Gamble drei Parfüms – zunächst Helmut Lang (Damen), Helmut Lang Pour Homme (Herren) und später Helmut Lang Cuiron (Herren) – entwickelt. Die ersten beiden Düfte wurden auf Drängen Langs produziert, obwohl der Hersteller Lang von diesen Duftkompositionen abgeraten hatte. In New York war ab 2000 eine eigene Helmut Lang Parfümerie betrieben worden. Nach dem Verkauf des Unternehmens Helmut Lang 2005 wurde die Produktion der Parfüme eingestellt. Ende 2014 wurde die Parfum-Linie wieder auf den Markt gebracht.

## Auszeichnungen
- 1996: CFDA-Award als bester Designer
- 1998: Best Designer of the Year, New York Magazine
- 1999: Award Interior Architecture des American Institute of Architects
- 2000: CFDA-Award als bester Herrenmode-Designer
- 2004: Award The Imagineers of Our Time, Fashion Group International

2009 erhielt Lang das Österreichische Ehrenzeichen für Wissenschaft und Kunst.
Werke seiner Mode finden sich in führenden Museumssammlungen weltweit, beispielsweise im Costume Institute des Metropolitan Museum of Art (New York), im Kyoto Costume Institute (Japan), im MAK – Museum für angewandte Kunst (Wien) sowie im Musée de la Mode et du Textile (Paris).
20 internationale Museen erhielten Schenkungen von Helmut Lang.

## Helmut Lang als Künstler
Lang lebt in Long Island bei New York und betätigt sich nach seinem endgültigen Rückzug aus der Modewelt als bildender Künstler.
Er arbeitet vorwiegend plastisch. Langs Ausgangspunkt ist das Material. Er sucht die Auseinandersetzung mit dem Raum jenseits der Begrenzungen des menschlichen Körpers in Skulpturen, Reliefs, Assemblage-Malerei und Kollagen.
Seine erste Einzelausstellung hatte er 2008 in der Kestner Gesellschaft in Hannover.
Im Jahr 2020 arbeitete er mit dem Yves-Saint-Laurent-Designer Anthony Vaccarello zusammen und schufen aus Kleiderresten des Modehauses Skulpturen. Prototypen, Laufstegmodelle sowie Accessoires und Schmuck wurde dafür geschreddert, mit Harz überzogen und zu Skulpturen geformt.

## Helmut Lang Archiv im MAK
Durch eine großzügige Schenkung von Helmut Lang im Jahr 2011 befindet sich im Museum für angewandte Kunst Wien das Helmut Lang Archiv. Mit mehr als 9000 Datensätzen ist es möglich, die Design- und Markengeschichte von Helmut Lang zwischen 1986 und 2005 nachzuvollziehen. Seit 2014 werden im MAK Design Lab in einem Schaudepot alternierende Schwerpunkte ausgestellt.

## Modemarke Helmut Lang heute
Lang verkaufte 1999 zunächst 51 % seines Unternehmens an die Prada-Gruppe und schließlich im Oktober 2004 auch den Rest seiner Anteile. 2002 hatte Prada die Präsentation der Kollektionen nach Paris zurückgeholt. Im Frühjahr 2005 schied Lang aus dem Unternehmen aus. Es gab Helmut Lang Boutiquen in Wien, München, Mailand, Paris, Tokio, Hong Kong und New York. Nach dem Verkauf der Marke Helmut Lang wurden diese Läden sukzessive geschlossen. Seit 2006 gehört das Label Helmut Lang New York LLC einem japanischen Textilkonzern.
Die Modemarke Helmut Lang wurde 2006 – nach verlustreichen Jahren – von Prada an die US-amerikanisch-japanische Firmengruppe Link Theory Holdings Co. Ltd verkauft, zu welcher auch die Modemarke Theory gehört. Link Theory führt die Marke Helmut Lang mit Sitz in New York City seit 2007 als Helmut Lang New York LLC mit eigenen Geschäften im gehobenen Preissegment weiter. Lang selbst ist daran nicht beteiligt. CEO von Helmut Lang New York LLC war bis März 2019 Andrew Rosen, der Firmengründer von Theory. Er wurde durch Dinesh Tandon, zuvor COO, ersetzt, bleibt dem Unternehmen aber als Berater erhalten.
Theory, Teil der Fast Retailing Gruppe, setzte das Ehepaar Nicole und Michael Colovos, Gründer von Habitual Jeans, als Designer für sowohl die Damen- als auch die Herrenkollektion ein und ernannte 2010 den ehemaligen Issey-Miyake-Designer Naoki Takizawa, welcher auch sein eigenes Modelabel betreibt, für die Herrenkollektion von Helmut Lang. Die Herrenmode von Helmut Lang wurde allerdings 2010 vorübergehend eingestellt und erst 2014 mit dem New Yorker Designer Alexandre Plokhov neu lanciert. Das Ehepaar Colovos verließ das Unternehmen im Februar 2014. Die Damenmode, inklusive der 2012 ins Leben gerufenen, preisgünstigeren Damen-Zweitlinie Helmut (inzwischen eingestellt), wird seither von einem internen Designteam konzipiert. Die Damenmode von Helmut Lang wurde von Herbst 2011 nach sechsjähriger Abwesenheit von den Laufstegen bis zum Ausscheiden der Colovos' wieder bei der New York Fashion Week präsentiert. Plokhov verließ das Label Helmut Lang Anfang 2017. Andrew Rosen setzte in der Folge für die Damenkollektionen keine neuen Chef-Designer ein, sondern ernannte im März 2017 die Herausgeberin des britischen Dazed-Magazins, Isabella Burley, zur „Haus-Redakteurin“ (editor-in-residence) bei Helmut Lang. Gleichzeitig wurde der Hood by Air-Designer Shayne Oliver für eine einmalige Sonderkollektion für Damen und Herren verpflichtet.
Im Herbst 2017 übernahm Mark Howard Thomas, zuvor Modedesigner für Neil Barrett, Givenchy und Joseph, die Kreativdirektion der Herrenkollektionen von Helmut Lang. Auf Burley folgte im Frühjahr 2018 Alix Browne, Mitgründerin der amerikanischen Modezeitschrift V Magazine. Im Januar 2019 wurde Thomas Cawson, zuvor bei Levi’s, Abercrombie & Fitch, G-Star und Calvin Klein Jeans tätig, zum Designer der Jeans-Sparte des Hauses ernannt.
Zum Stand 2014 unterhielt Link Theory weltweit Helmut Lang Geschäfte in New York (6×), Kalifornien (2×), Atlanta, Chestnut Hill (Massachusetts), London, Paris, Shanghai (2×) und Tokio. Bis 2019 waren alle Ladengeschäfte außer den beiden im New Yorker Meatpacking District und der Tokioter Ginza geschlossen. Ende 2014 wurden die ursprünglichen und 2005 vorübergehend eingestellten Parfüms Eau de Parfum (Damen), Eau de Cologne (Herren) und Cuiron (Herren) von Helmut Lang New York LLC wieder auf den Markt gebracht.

## Ausstellungen

### Einzelausstellungen (Auswahl)
- 1986: Viennese Modernism. Centre National d'Art et de Culture Georges Pompidou, Paris.
- 2007: Next Ever After. The Journal Gallery. New York.[28]
- 2008: Archive, 032c Museum Store, Berlin
- 2008: alles gleich schwer. Kestner Gesellschaft, Hannover.
- 2009: Front Row. Deste Foundation for Contemporary Art, Athen.
- 2016: BURRY. Dallas Contemporary, Dallas
- 2017: New Work. Sperone Westwater, New York
- 2011: Make It Hard. The Fireplace Project, East Hampton
- 2017: Various Conditions. Sammlung Friedrichshof, Burgenland; Stadtraum Wien.
- 2018: Untiteld (Twenty-Two). LongHouse Reserve, East Hampton
- 2019: Smile. McKay, East Hampton.

### Gruppenausstellungen (Auswahl)
- 1997: Art/Fashion. Guggenheim SOHO, New York.
- 1998: Louise Bourgeois. Jenny Holzer. Helmut Lang. Kunsthalle Wien, Vienna.[29]
- 2009: Industrial Light Magic. Goethe-Institut, New York.
- 2010: Not in Fashion. Mode und Fotografie der 90er Jahre. Museum für Moderne Kunst (MMK), Frankfurt am Main.[30]
- 2011: Austria Davaj! Staatliches Schtschussew-Architekturmuseum, Moskau.
- 2015 Vienna for Art’s Sake! Winterpalais im Belvedere, Wien.
- 2018: Fetish. The Club, Tokyo
- 2018: Destefashioncollection 1 to 8. The Bass, Miami Beach.

### Kollaborationen (Auswahl)
- 1992: Kurt Kocherscheidt – Helmut Lang. Trocadero, Paris.
- 1999: VB38. Galerie Analix Forever, Genua.
- 2001: VB45. Kunsthalle Wien, Wien.
- 2005: VB53. Fondazione Pitti Immagine, Florence.